# Kamaru Usman
Kamaru Usman, né le 11 mai 1987 à Auchi (Nigeria), est un pratiquant nigérian d'arts martiaux mixtes (MMA). Il combat actuellement dans la catégorie des poids mi-moyens de l'Ultimate Fighting Championship (UFC).

## Jeunesse et débuts en lutte
Kamarudeen Usman naît le 11 mai 1987 à Auchi, dans l'État d'Edo, au Nigeria. Son père fut major dans l'armée nigériane et sa mère était enseignante. Il a deux frères, Kashetu et Mohammed, ce dernier étant également un pratiquant d'arts martiaux mixtes (MMA) et un autre vainqueur de The Ultimate Fighter (TUF), une compétition et série de télé-réalité organisée par l'Ultimate Fighting Championship (UFC). Kamaru Usman reçoit une éducation modeste pendant son enfance. Le père d'Usman, Muhammed Nasiru Usman, qui est devenu pharmacien aux États-Unis, a fait venir sa famille dans le pays lorsque Kamaru Usman avait huit ans, en immigrant à Dallas, au Texas. 
Kamaru Usman commence la lutte en deuxième année de lycée, à la Bowie High School d'Arlington, au Texas. Son entraîneur ayant du mal à prononcer son prénom Kamarudeen, il reçoit le surnom de "Marty" lorsqu'il rejoint l'équipe, surnom qu'il a gardé tout au long de sa carrière de lutteur amateur. Après avoir obtenu un record de 53-3 en tant que senior et s'être classé troisième aux championnats de l'État du Texas, il lutte aux côtés de Jon Jones lors du tournoi national senior avant de partir pour l'université. 
À l'université, il lutte dans l'Iowa à la William Penn University pendant un an, où il se qualifie pour le tournoi national de la National Association of Intercollegiate Athletics (NAIA) en 2007. Néanmoins, il ne participe pas au tournoi en raison d'une tempête de neige ; la moitié de son équipe et son entraîneur principal sont partis plus tôt pour le tournoi sans lui, ce qui a frustré Kamaru Usman et l'a incité à quitter la William Penn. Il est ensuite transféré à l'Université du Nebraska à Kearney (UNK), qui avait déjà essayé de le recruter sous les conseils de Tervel Dlagnev, lutteur de l'UNK à l'époque. Kamaru Usman se classe parmi les trois premiers au niveau national les trois années où il fréquente l'UNK et est deux fois finaliste au niveau national. Il devient champion national de la NCAA Division II à 174 livres en 2010, terminant la saison avec un record de 44-1 et 30 victoires consécutives. 
Peu après la fin de sa carrière en style folklorique, Kamaru Usman se tourne vers la lutte libre et devient résident du centre d'entraînement olympique des États-Unis, dans l'espoir de faire partie de l'équipe olympique de 2012. Bien qu'il ait fait partie de l'équipe universitaire mondiale des États-Unis en 2010, Kamaru Usman a été perturbé par des blessures et a finalement abandonné son objectif olympique après avoir échoué à se qualifier pour les essais de l'équipe olympique des États-Unis en 2012, se tournant plutôt vers les arts martiaux mixtes. L'ancienne star de la National Football League (NFL) Christian Okoye, dont le surnom "The Nigerian Nightmare" est une marque déposée, a donné son accord à Kamaru Usman pour qu'il l'utilise durant sa carrière.

## Carrière dans les arts martiaux mixtes

### Débuts (2012-2014)
Le 30 novembre 2012, il bat l'Américain David Glover par KO technique.
Le 24 mai 2013, il perd contre l'Américain Jose Caceres par soumission. Le 14 décembre 2013, il bat l'Américain Rashid Abdullah par KO technique.
Le 31 janvier 2014, il bat l'Américain Steven Rodriguez par KO technique. Le 4 avril 2014, il bat l'Américain Lenny Lovoto par KO technique. Le 18 juillet 2014, il bat l'Américain Marcus Hicks par KO technique.

### Ultimate Fighting Championship(depuis 2015)
Le 12 juillet 2015, il bat l'Américain Hayder Hassan par soumission. Sa prestation lors de cet évènement est désignée Performance de la soirée. Le 19 décembre 2015, il bat le Britannique Leon Edwards par décision unanime.
Le 23 juillet 2016, il bat le Russe Alexander Yakovlev par décision unanime. Le 19 novembre 2016, il bat le Brésilien Warlley Alves par décision unanime.
Le 8 avril 2017, il bat l'Américain Sean Strickland par décision unanime. Le 16 septembre 2017, il bat le Brésilien Sérgio Moraes par KO.
Le 14 janvier 2018, il bat le Norvégien Emil Weber Meek par décision unanime. Le 19 mai 2018, il bat le Brésilien Demian Maia par décision unanime. Le 30 novembre 2018, il bat le Brésilien Rafael dos Anjos par décision unanime. Sa prestation lors de cet évènement est désignée Performance de la soirée.
Le 2 mars 2019, il bat l'Américain Tyron Woodley par décision unanime. À cette occasion, il remporte le titre des poids mi-moyens de l'Ultimate Fighting Championship (UFC). Le 14 décembre 2019, il bat l'Américain Colby Covington par KO technique. Sa prestation lors de cet évènement est désignée Combat de la soirée.
Le 12 juillet 2020, il bat l'Américain Jorge Masvidal par décision unanime.
Le 13 février 2021, il bat le Brésilien Gilbert Burns par KO technique. Sa prestation lors de cet évènement est désignée Performance de la soirée. Le 24 avril 2021, il bat pour la seconde fois l'Américain Jorge Masvidal par KO. Sa prestation lors de cet évènement est désignée Performance de la soirée. Le 6 novembre 2021, il bat pour la seconde fois l'Américain Colby Covington par décision unanime.
Le 20 août 2022, il perd contre le Britannique Leon Edwards par KO, ne conservant pas son titre. 
Le 18 mars 2023, il affronte pour la troisième fois le Britannique Leon Edwards, et perd le combat par décision majoritaire.
Le 21 octobre 2023, lors de l'UFC 294, il affronte en short-notice Khamzat Chimaev chez les -84kg contre le quel il perd par décision majoritaire.

## Vie privée
Né d'un père musulman et d'une mère chrétienne, Kamaru Usman s'identifie comme musulman.
Son père, Muhammed Nasiru Usman, qui avait déjà été condamné dans le comté de Tarrant, au Texas, pour vol et conduite en état d'ivresse, a été reconnu coupable en mai 2010 de diverses infractions, notamment de fraude aux soins de santé et de blanchiment d'argent, dans le cadre d'un système de fraude aux soins de santé. Il a été condamné à 15 ans d'emprisonnement et à verser 1 300 000 dollars de dédommagement. Le 16 mars 2021, il est libéré de la Federal Correctional Institution de Seagoville.
Il a une fille qui est née en 2014. Kamaru Usman a un frère plus jeune, Mohammed, qui a également participé à The Ultimate Fighter (TUF), dans la division des poids lourds, et qui a remporté le contrat de l'Ultimate Fighting Championship (UFC).
Dans le film Black Panther: Wakanda Forever de Ryan Coogler (2022), Kamaru Usman joue un officier de marine.

## Palmarès en arts martiaux mixtes

### Distinctions
- Ultimate Fighting Championship
  - Performance de la soirée (× 4) : face à Hayder Hassan, Rafael dos Anjos, Gilbert Burns et Jorge Masvidal[27],[29].
  - Combat de la soirée (× 1) : face à Colby Covington[24].

### Historique des combats
| 25 combats     | 21 victoires | 4 défaites |
| Par KO         | 9            | 1          |
| Par soumission | 1            | 1          |
| Sur décision   | 11           | 2          |

| Résultat | Record | Adversaire         | Méthode                           | Événement                                                       | Date              | Round | Temps | Lieu                            | Notes                                                                   |
| -------- | ------ | ------------------ | --------------------------------- | --------------------------------------------------------------- | ----------------- | ----- | ----- | ------------------------------- | ----------------------------------------------------------------------- |
| Victoire | 21-4   | Joaquin Buckley    | Décision unanime                  | UFC sur ESPN : Usman contre Buckley                             | 14 juin 2025      | 5     | 5:00  | Atlanta, Géorgie. États unis    | Retour en poids mi-moyens. Combat de la soirée.                         |
| Défaite  | 20-4   | Khamzat Chimaev    | Décision majoritaire              | UFC 294: Makhachev vs. Volkanovski 2                            | 21 octobre 2023   | 3     | 5:00  | Abou Dhabi, Émirats arabes unis | Combat en poids moyens.                                                 |
| Défaite  | 20-3   | Leon Edwards       | Décision majoritaire              | UFC 286                                                         | 18 mars 2023      | 5     | 5:00  | Londres, Angleterre             | Pour le titre des poids mi-moyens de l'UFC.                             |
| Défaite  | 20-2   | Leon Edwards       | KO (coup de pied à la tête)       | UFC 278                                                         | 20 août 2022      | 5     | 4:04  | Salt Lake City, Utah            | Perd le titre des poids mi-moyens de l'UFC.                             |
| Victoire | 20-1   | Colby Covington    | Décision unanime                  | UFC 268                                                         | 7 novembre 2021   | 5     | 5:00  | New York, État de New York      | Défend le titre des poids mi-moyens de l'UFC.                           |
| Victoire | 19-1   | Jorge Masvidal     | KO (coups de poing)               | UFC 261                                                         | 24 avril 2021     | 2     | 1:02  | Jacksonville, Floride           | Défend le titre des poids mi-moyens de l'UFC. Performance de la soirée. |
| Victoire | 18-1   | Gilbert Burns      | TKO (coups de poing)              | UFC 258                                                         | 13 février 2021   | 3     | 0:34  | Las Vegas, Nevada               | Défend le titre des poids mi-moyens de l'UFC Performance de la soirée.  |
| Victoire | 17-1   | Jorge Masvidal     | Décision unanime                  | UFC 251                                                         | 12 juillet 2020   | 5     | 5:00  | Abu Dhabi, Émirats arabes unis  | Défend le titre des poids mi-moyens de l'UFC.                           |
| Victoire | 16-1   | Colby Covington    | TKO (coups de poing)              | UFC 245                                                         | 14 décembre 2019  | 5     | 4:10  | Las Vegas, Nevada               | Défend le titre des poids mi-moyens de l'UFC. Combat de la soirée.      |
| Victoire | 15-1   | Tyron Woodley      | Décision unanime                  | UFC 235                                                         | 2 mars 2019       | 5     | 5:00  | Las Vegas, Nevada               | Remporte le titre des poids mi-moyens de l'UFC.                         |
| Victoire | 14-1   | Rafael dos Anjos   | Décision unanime                  | The Ultimate Fighter: Heavy Hitters Finale                      | 30 novembre 2018  | 5     | 5:00  | Las Vegas, Nevada               | Performance de la soirée.                                               |
| Victoire | 13-1   | Demian Maia        | Décision unanime                  | UFC Fight Night: Maia vs. Usman                                 | 19 mai 2018       | 5     | 5:00  | Santiago, Chili                 |                                                                         |
| Victoire | 12-1   | Emil Weber Meek    | Décision unanime                  | UFC Fight Night: Stephens vs. Choi                              | 14 janvier 2018   | 3     | 5:00  | Saint-Louis, Missouri           |                                                                         |
| Victoire | 11-1   | Sérgio Moraes      | KO (coups de poing)               | UFC Fight Night: Rockhold vs. Branch                            | 16 septembre 2017 | 1     | 2:48  | Pittsburgh, Pennsylvanie        |                                                                         |
| Victoire | 10-1   | Sean Strickland    | Décision unanime                  | UFC 210                                                         | 8 avril 2017      | 3     | 5:00  | Buffalo, État de New York       |                                                                         |
| Victoire | 9-1    | Warlley Alves      | Décision unanime                  | UFC Fight Night: Bader vs. Nogueira 2                           | 19 novembre 2016  | 3     | 5:00  | São Paulo, Brésil               |                                                                         |
| Victoire | 8-1    | Alexander Yakovlev | Décision unanime                  | UFC on Fox: Holm vs. Shevchenko                                 | 23 juillet 2016   | 3     | 5:00  | Chicago, Illinois               |                                                                         |
| Victoire | 7-1    | Leon Edwards       | Décision unanime                  | UFC on Fox: dos Anjos vs. Cerrone 2                             | 19 décembre 2015  | 3     | 5:00  | Orlando, Floride                |                                                                         |
| Victoire | 6-1    | Hayder Hassan      | Soumission                        | The Ultimate Fighter: American Top Team vs. Blackzilians Finale | 12 juillet 2015   | 2     | 1:19  | Las Vegas, Nevada               | Performance de la soirée.                                               |
| Victoire | 5-1    | Marcus Hicks       | TKO (coups de poing)              | Legacy FC 33                                                    | 18 juillet 2014   | 2     | 5:00  | Allen, Texas                    |                                                                         |
| Victoire | 4-1    | Lenny Lovoto       | TKO (coups de poing)              | Legacy FC 30                                                    | 4 avril 2014      | 3     | 1:04  | Albuquerque, Nouveau-Mexique    |                                                                         |
| Victoire | 3-1    | Steven Rodriguez   | TKO (coups de poing)              | Legacy FC 27                                                    | 31 janvier 2014   | 1     | 1:31  | Houston, Texas                  |                                                                         |
| Victoire | 2-1    | Rashid Abdullah    | TKO (coups de poing)              | VFC 41                                                          | 14 décembre 2013  | 1     | 3:49  | Ralston, Nebraska               |                                                                         |
| Défaite  | 1-1    | Jose Caceres       | Soumission (étranglement arrière) | CFA 11                                                          | 24 mai 2013       | 1     | 3:47  | Coral Gables, Floride           |                                                                         |
| Victoire | 1-0    | David Glover       | TKO (coups de poing)              | RFA 5                                                           | 30 novembre 2012  | 2     | 4:50  | Kearney, Nebraska               | Début en poids mi-moyens.                                               |